# Vuelta a España 1935
La 1.ª edición de la Vuelta a España se disputó del 29 de abril al 15 de mayo de 1935, con un recorrido de 3425 km dividido en 14 etapas con inicio y fin en Madrid.
La prueba fue organizada por el diario Informaciones, tomando la salida 50 corredores, 32 de ellos españoles, que con bicicletas de hierro tuvieron que hacer frente a diez etapas de más de 250 km lo que, unido a la escasa preparación física de la época, provocó que sólo lograran acabar la prueba 29 ciclistas.
El vencedor, el belga Gustaaf Deloor, cubrió la prueba a una velocidad media de 27,204 km/h, y el mejor español clasificado fue Mariano Cañardo, segundo, el cual hubo de competir prácticamente toda la carrera (desde la cuarta etapa) sin compañeros de equipo.
El líder de la clasificación general se identificaba por llevar un maillot de color naranja que lo diferenciaba del resto del pelotón.
De las catorce etapas disputadas, cuatro fueron ganadas por ciclistas españoles siendo el valenciano Antonio Escuriet el primer español en lograr una victoria de etapa.

## Etapas
| Etapa | Recorrido              | Km  | Ganador de la etapa | Líder de la clasificación general |
| 1.ª   | Madrid-Valladolid      | 185 | Antoine Dignef      | Antoine Dignef                    |
| 2.ª   | Valladolid-Santander   | 251 | Antonio Escuriet    | Antonio Escuriet                  |
| 3.ª   | Santander-Bilbao       | 199 | Gustaaf Deloor      | Gustaaf Deloor                    |
| 4.ª   | Bilbao-San Sebastián   | 235 | Antoine Dignef      | Gustaaf Deloor                    |
| 5.ª   | San Sebastián-Zaragoza | 264 | Mariano Cañardo     | Gustaaf Deloor                    |
| 6.ª   | Zaragoza-Barcelona     | 310 | François Adam       | Gustaaf Deloor                    |
| 7.ª   | Barcelona-Tortosa      | 188 | Antonio Montes      | Gustaaf Deloor                    |
| 8.ª   | Tortosa-Valencia       | 188 | Max Bulla           | Gustaaf Deloor                    |
| 9.ª   | Valencia-Murcia        | 265 | Salvador Cardona    | Gustaaf Deloor                    |
| 10.ª  | Murcia-Granada         | 285 | Max Bulla           | Gustaaf Deloor                    |
| 11.ª  | Granada-Sevilla        | 260 | Gustaaf Deloor      | Gustaaf Deloor                    |
| 12.ª  | Sevilla-Cáceres        | 270 | François Adam       | Gustaaf Deloor                    |
| 13.ª  | Cáceres-Zamora         | 275 | Edoardo Molinar     | Gustaaf Deloor                    |
| 14.ª  | Zamora-Madrid          | 250 | Gustaaf Deloor      | Gustaaf Deloor                    |

## Detalle etapa por etapa

### 1.ª etapa, 29 de abril:Madrid→Valladolid(185km)
Resumen
La primera etapa de la historia de la Vuelta fue protagonizada por una escapada de Antoine Dignef y Mariano Cañardo que se inició a mitad del recorrido. En la disputa por la victoria de etapa, Cañardo metió su rueda en una de las vías del tranvía por lo que Dignief se convirtió en el primer líder de la Vuelta.[cita requerida]
Clasificación de la etapa
| Pos. | Corredor          | Equipo | Tiempo   |
| ---- | ----------------- | ------ | -------- |
| 1    | Antoine Dignef    | IND    | 5h58'12" |
| 2    | Mariano Cañardo   | IND    | s.t.     |
| 3    | Marinus Valentijn | IND    | s.t.     |

Clasificación general
| Pos. | Corredor          | Equipo | Tiempo   |
| ---- | ----------------- | ------ | -------- |
| 1    | Antoine Dignef    | IND    | 5h58'12" |
| 2    | Mariano Cañardo   | IND    | s.t.     |
| 3    | Marinus Valentijn | IND    | s.t.     |

### 2.ª etapaː 30 de abril:Valladolid>Santander– 251km
Resumen
En la segunda etapa, Antonio Escuriet se convirtió en el primer español que se vestiría el maillot de líder después de dejar a uno de los favoritos al título, el belga Gustaaf Deloor en el último puerto, el Alto de la Pajosa a diez kilómetros de meta.
| Pos. | Corredor         | Equipo | Tiempo   |
| ---- | ---------------- | ------ | -------- |
| 1    | Antonio Escuriet | IND    | 8h43'37" |
| 2    | Salvador Cardona | IND    | s.t.     |
| 3    | Gustaaf Deloor   | IND    | s.t.     |

Clasificación general
| Pos. | Corredor         | Equipo | Tiempo      |
| ---- | ---------------- | ------ | ----------- |
| 1    | Antonio Escuriet | IND    | 14h 43' 47" |
| 2    | Gustaaf Deloor   | IND    | a 3'41"     |
| 3    | Antoine Dignef   | IND    | a 12'11"    |

### 3.ª etapaː 2 de mayo:Santander>Bilbao– 199km
Resumen
Gustaaf Deloor se vestiría el maillot naranja de líder después de imponerse en Bilbao al esprint. Mariano Cañardo lanzó un ataque en el Paseo de San Mamés pero lo hizo cuando quedaba una vuelta para el final. Antonio Escuriet, por su parte, se hundió perdiendo casi media hora respecto a los primeros clasificados.
| Pos. | Corredor        | Equipo | Tiempo   |
| ---- | --------------- | ------ | -------- |
| 1    | Gustaaf Deloor  | IND    | 6h43'09" |
| 2    | Edoardo Molinar | IND    | s.t.     |
| 3    | Antoine Dignef  | IND    | s.t.     |

Clasificación general
| Pos. | Corredor        | Equipo | Tiempo      |
| ---- | --------------- | ------ | ----------- |
| 1    | Gustaaf Deloor  | IND    | 21h 30' 37" |
| 2    | Antoine Dignef  | IND    | a 8'30"     |
| 3    | Mariano Cañardo | IND    | a 8'30"     |

### 4.ª etapaː 3 de mayo:Bilbao>San Sebastián– 235km
Resumen
Etapa de transición con victoria del belga y con las retiradas de Federico Ezquerra por problemas en la espalda, Antonio Escuriet, víctima de un forúnculo en la ingle y Vicente Trueba con problemas estomacales.
| Pos. | Corredor        | Equipo | Tiempo   |
| ---- | --------------- | ------ | -------- |
| 1    | Antoine Dignef  | IND    | 6h22'05" |
| 2    | Edoardo Molinar | IND    | s.t.     |
| 3    | François Adam   | IND    | s.t.     |

Clasificación general
| Pos. | Corredor        | Equipo | Tiempo      |
| ---- | --------------- | ------ | ----------- |
| 1    | Gustaaf Deloor  | IND    | 28h 59' 28" |
| 2    | Antoine Dignef  | IND    | a 8'30"     |
| 3    | Mariano Cañardo | IND    | a 8'30"     |

### 5.ª etapaː 4 de mayo:San Sebastián>Zaragoza– 264km
Resumen
Mariano Cañardo se impone al esprint al líder Gustaaf Deloor. Las diferencias en la general continúan invariables.
Clasificación de la etapa
| Pos. | Corredor        | Equipo | Tiempo   |
| ---- | --------------- | ------ | -------- |
| 1    | Mariano Cañardo | IND    | 9h01'23" |
| 2    | Gustaaf Deloor  | IND    | s.t.     |
| 3    | François Adam   | IND    | a 15"    |

Clasificación general
| Pos. | Corredor        | Equipo | Tiempo      |
| ---- | --------------- | ------ | ----------- |
| 1    | Gustaaf Deloor  | IND    | 38h 00' 49" |
| 2    | Antoine Dignef  | IND    | a 8'30"     |
| 3    | Mariano Cañardo | IND    | a 8'30"     |

### 6.ª etapaː 5 de mayo:Zaragoza>Barcelona– 310km
Resumen
Cañardo pierde unos cuantos segundos respecto el líder debido a una serie de pinchazos. La victoria fue para el belga François Adam al esprint.
| Pos. | Corredor       | Equipo | Tiempo   |
| ---- | -------------- | ------ | -------- |
| 1    | François Adam  | IND    | 9h59'22" |
| 2    | Luigi Barral   | IND    | s.t.     |
| 3    | Gustaaf Deloor | IND    | s.t.     |

Clasificación general
| Pos. | Corredor        | Equipo | Tiempo      |
| ---- | --------------- | ------ | ----------- |
| 1    | Gustaaf Deloor  | IND    | 48h 00' 51" |
| 2    | Antoine Dignef  | IND    | a 8'30"     |
| 3    | Mariano Cañardo | IND    | a 8'39"     |

### 7.ª etapaː 7 de mayo:Barcelona>Tortosa– 188km
Resumen
Cañardo, con la ayuda de Paolo Bianchi, intentó una serie de ataques para intentar reducir las diferencias respecto Dellor. Pero el equipo belga funcionó a la perfección e impidió que el español se pudiera escapar. A pesar de todo, la victoria cayó en manos de un español, Antonio Montes.
| Pos. | Corredor        | Equipo | Tiempo   |
| ---- | --------------- | ------ | -------- |
| 1    | Antonio Montes  | IND    | 5h56'15" |
| 2    | Mariano Cañardo | IND    | s.t.     |
| 3    | Max Bulla       | IND    | s.t.     |

Clasificación general
| Pos. | Corredor        | Equipo | Tiempo      |
| ---- | --------------- | ------ | ----------- |
| 1    | Gustaaf Deloor  | IND    | 53h 56' 26" |
| 2    | Antoine Dignef  | IND    | a 8'30"     |
| 3    | Mariano Cañardo | IND    | a 8'39"     |

### 8.ª etapaː 8 de mayo:Tortosa>Valencia– 188km
Resumen
Monótona jornada sin prácticamente escapadas y con la victoria del austríaco Max Bulla seguido con el resto del pelotón.
| Pos. | Corredor           | Equipo | Tiempo   |
| ---- | ------------------ | ------ | -------- |
| 1    | Max Bulla          | IND    | 5h58'22" |
| 2    | Gerrit van de Ruit | IND    | s.t.     |
| 3    | Mariano Cañardo    | IND    | s.t.     |

Clasificación general
| Pos. | Corredor        | Equipo | Tiempo      |
| ---- | --------------- | ------ | ----------- |
| 1    | Gustaaf Deloor  | IND    | 60h 03' 18" |
| 2    | Antoine Dignef  | IND    | a 8'30"     |
| 3    | Mariano Cañardo | IND    | a 8'39"     |

### 9.ª etapaː 9 de mayo:Valencia>Murcia– 265km
Resumen
Cañardo lo intentó una vez más con una demarraje a la altura de Benidorm aunque fue infructuoso. Pero Paolo Bianchi, gregario de Cañardo, se estrelló contra un coche que venía en dirección contraria. A pesar de las heridas, el italiano se negó a abandonar y consiguió empalmar con el grupo aunque la ayuda en el futuro a Cañardo quedaría seriamente comprometida.
| Pos. | Corredor         | Equipo | Tiempo   |
| ---- | ---------------- | ------ | -------- |
| 1    | Salvador Cardona | IND    | 9h13'59" |
| 2    | Mariano Cañardo  | IND    | s.t.     |
| 3    | François Adam    | IND    | s.t.     |

Clasificación general
| Pos. | Corredor        | Equipo | Tiempo      |
| ---- | --------------- | ------ | ----------- |
| 1    | Gustaaf Deloor  | IND    | 69h 08' 47" |
| 2    | Antoine Dignef  | IND    | a 8'30"     |
| 3    | Mariano Cañardo | IND    | a 8'39"     |

### 10.ª etapaː 10 de mayo:Murcia>Granada– 285km
Resumen
Otra interminable etapa donde Cañardo lo volvió a intentar en un demarraje en Venta del Molinillo a 25 kilómetros de meta. A pesar de que no consiguió despegarse del líder Deloor, sí que consiguió sacar un minuto respecto al segundo clasificado Antoine Dignef y, de esta manera, arrebatarle la segunda posición en la general.
| Pos. | Corredor        | Equipo | Tiempo   |
| ---- | --------------- | ------ | -------- |
| 1    | Max Bulla       | IND    | 5h58'22" |
| 2    | François Adam   | IND    | s.t.     |
| 3    | Vicente Bachero | IND    | s.t.     |

Clasificación general
| Pos. | Corredor        | Equipo | Tiempo      |
| ---- | --------------- | ------ | ----------- |
| 1    | Gustaaf Deloor  | IND    | 80h 24' 43" |
| 2    | Mariano Cañardo | IND    | a 8'39"     |
| 3    | Antoine Dignef  | IND    | a 9'37"     |

### 11.ª etapaː 11 de mayo:Granada>Sevilla– 260km
Resumen
A pesar de que el perfil de la etapa daba para los ataques, Cañardo se vio completamente custodiado por el equipo belga, que sometió a vigilancia. Es así, como Deloor no sólo tuvo un día plácido sino que se permitió el lujo de atacar y ganar la etapa.
| Pos. | Corredor        | Equipo | Tiempo   |
| ---- | --------------- | ------ | -------- |
| 1    | Gustaaf Deloor  | IND    | 9h59'03" |
| 2    | Max Bulla       | IND    | s.t.     |
| 3    | Mariano Cañardo | IND    | s.t.     |

Clasificación general
| Pos. | Corredor        | Equipo | Tiempo      |
| ---- | --------------- | ------ | ----------- |
| 1    | Gustaaf Deloor  | IND    | 90h 23' 45" |
| 2    | Mariano Cañardo | IND    | a 8'39"     |
| 3    | Antoine Dignef  | IND    | a 9'37"     |

### 12.ª etapaː 13 de mayo:Sevilla>Cáceres– 270km
Resumen
Cañardo, afectado de problemas estomacales después de la jornada de descanso en Sevilla, fue incapaz de ofrecer batalla a Deloor. Nuevo triunfo al sprint. 
| Pos. | Corredor       | Equipo | Tiempo    |
| ---- | -------------- | ------ | --------- |
| 1    | François Adam  | IND    | 10h01'18" |
| 2    | Max Bulla      | IND    | s.t.      |
| 3    | Gustaaf Deloor | IND    | s.t.      |

Clasificación general
| Pos. | Corredor        | Equipo | Tiempo       |
| ---- | --------------- | ------ | ------------ |
| 1    | Gustaaf Deloor  | IND    | 100h 25' 03" |
| 2    | Mariano Cañardo | IND    | a 8'39"      |
| 3    | Antoine Dignef  | IND    | a 9'37"      |

### 13.ª etapaː 14 de mayo:Cáceres>Zamora– 275km
Resumen
En la penúltima jornada, Dignef atacó en el puerto de Béjar para intentar recuperar la segunda posición. Cañardo y Molinar tiraron del grupo para tirar abajo la fuga hasta que lo consiguieron. A la entrada de Zamora, la cadena de Cañardo se rompió y tuvo que acabar la etapa con una bicicleta de un aficionado que estaba viendo la carrera. El navarro perdió cinco minutos y quedó relegado a la cuarta posición de la general.
| Pos. | Corredor        | Equipo | Tiempo    |
| ---- | --------------- | ------ | --------- |
| 1    | Edoardo Molinar | IND    | 10h12'48" |
| 2    | Gustaaf Deloor  | IND    | s.t.      |
| 3    | Max Bulla       | IND    | s.t.      |

Clasificación general
| Pos. | Corredor        | Equipo | Tiempo       |
| ---- | --------------- | ------ | ------------ |
| 1    | Gustaaf Deloor  | IND    | 110h 37' 51" |
| 2    | Antoine Dignef  | IND    | a 9'37"      |
| 3    | Edoardo Molinar | IND    | 13'07"       |

### 14.ª etapa̠ː 15 de mayo:Zamora>Madrid– 250km
Resumen
En la etapa final, Mariano Cañardo atacó en el Alto de los Leones para recuperar su segunda plaza. Aunque no logró escaparse ni de Deloor ni del austríaco Max Bulla, sí que consiguió despegarse de los demás. El trío llegó al velódromo de la Casa de Campo con una ventaja de 10 minutos ante una multitud enfervorizada.
| Pos. | Corredor        | Equipo | Tiempo   |
| ---- | --------------- | ------ | -------- |
| 1    | Gustaaf Deloor  | IND    | 9h22'16" |
| 2    | Mariano Cañardo | IND    | s.t.     |
| 3    | Max Bulla       | IND    | s.t.     |

## Clasificaciones
En la primera edición de la Vuelta a España se disputaron tres clasificaciones: la general, la de la montaña y la de equipos, que dieron los siguientes resultados:

### Clasificación general
| Posición | Ciclista          | Equipo       | Tiempo      |
| -------- | ----------------- | ------------ | ----------- |
| 1.       | Gustaaf Deloor    | Bélgica      | 120h 01'02" |
| 2.       | Mariano Cañardo   | España       | a 12'33"    |
| 3.       | Antoine Dignef    | Bélgica      | a 19'15"    |
| 4.       | Edoardo Molinar   | Italia       | a 22'42"    |
| 5.       | Max Bulla         | Austria      | a 27'56"    |
| 6.       | Alfons Deloor     | Bélgica      | a 46'32"    |
| 7.       | Paolo Bianchi     | Italia       | a 50'56"    |
| 8.       | Fernand Fayolle   | Francia      | a 52'03"    |
| 9.       | Walter Blattmann  | Suiza        | a 1h 08'07" |
| 10.      | Marinus Valentijn | Países Bajos | a 1h 08'51" |

### Clasificación De la montaña
| Posición | Ciclista        | Equipo | Puntos    |
| -------- | --------------- | ------ | --------- |
| 1.       | Edoardo Molinar | Italia | 68 puntos |
| 2.       | Luigi Barral    | Italia | 68 puntos |
| 3.       | Leo Amberg      | Suiza  | 51 puntos |

### Clasificación por equipos
| Posición | Equipo  |         |
| -------- | ------- | ------- |
| 1.       | BÉLGICA | Bélgica |